# 長洲戲院

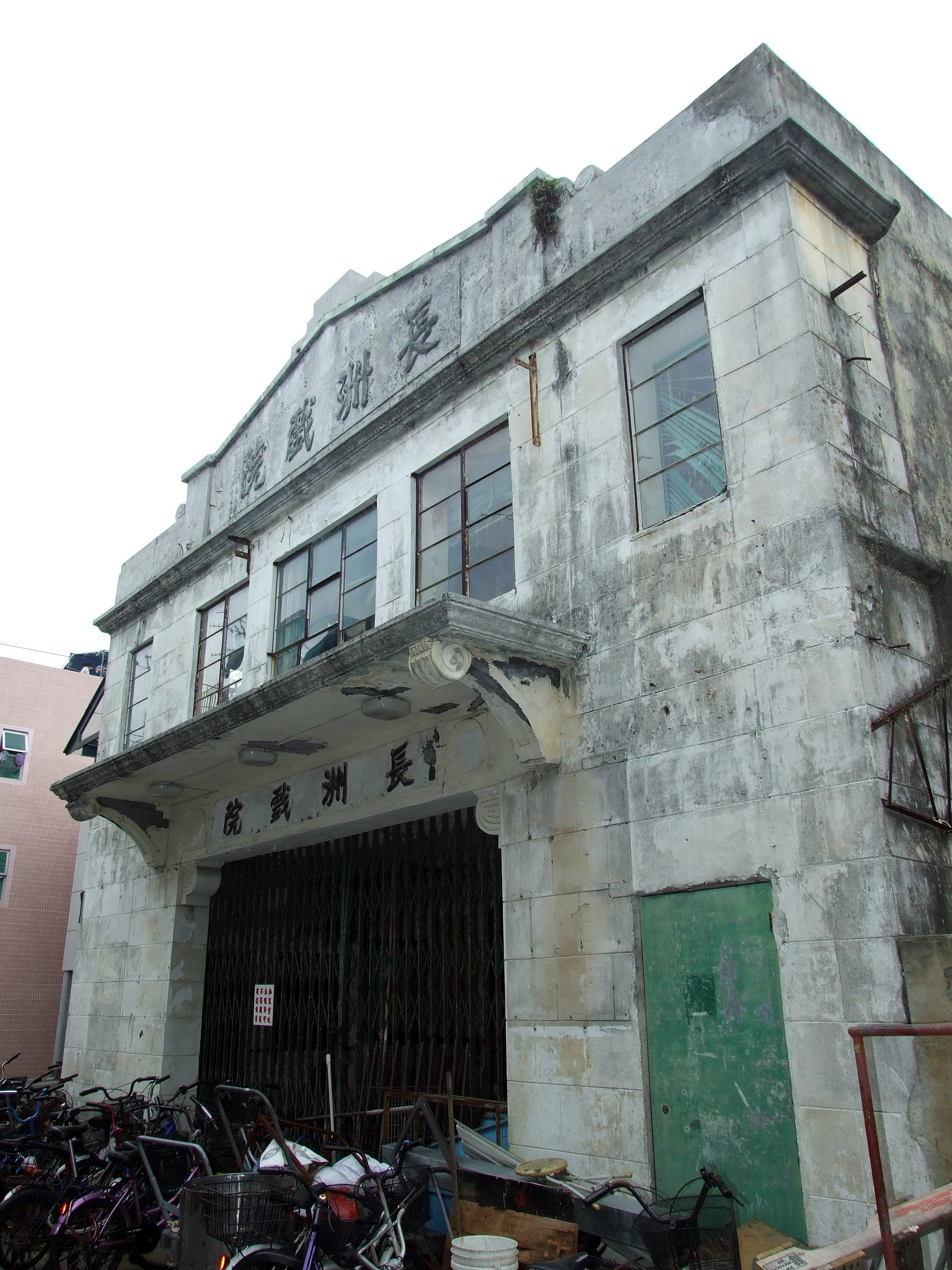
長洲戲院

長洲戲院（英語：Cheung Chau Cinema）位於香港長洲新興後街120號，面積達3萬多平方呎。戲院服務長洲坊眾愈六十載，至1990年代初結業，現已荒廢多年。

## 歷史
長洲戲院於1931年開業，由姚氏東主經營，當時為黑白電影默片時代。戲院播放粵語片及西片，日間放映一場，夜間則放映兩場。當時長洲戲院內設現場解話的旁白員，為觀眾解釋片段內容。戲院內設逾六百多個座位，在全盛時經常全院滿座，連路口及通道亦逼滿戲迷，戲院外則有大量小販銷售烤魷魚、甘蔗、話梅，相當熱鬧。長洲戲院票價初期為港幣七毫子，在1990年代為20元一張戲票，在結業時最高收費為25元。戲院經營超過半世紀後終在1990年代初結業。2001年，電影《一碌蔗》曾於長洲戲院取景。2020年，古本森執導的電影《無映之地》曾於長洲戲院荒廢期間取景，更於旁邊廢棄的前醬油廠建築舉行超過二十場放映。

## 建築及設備
長洲戲院樓高兩層，採中式折衷建築風格，由石磗及大石砌成。建築物正面是戲院大門，入口上方有螺旋柱頭裝飾的簷篷，頂部刻有“長洲戲院”四字，正門後就是售票大堂，大堂內設有售票處及展示電影海報的位置。售票大堂後就是放映大堂，內設逾六百座位。大堂末端掛有一塊戲院東主由外國購入、看說明書自己動手安裝的白色銀幕。售票大堂之上的2樓為放映室。由於日久失修，現時屋頂中央因風雨破壞開了大天窗。

## 重建計畫
1992年後戲院被轉讓售出，現時的廖姓東主業主在2007年中曾招標放售戲院連相連農地的地皮，面積達三萬四千多平方呎，足以重建為五幢度假式洋房，曾吸引發展商出價，但因出價低於估值才告吹。
2011年9月，前長洲戲院業主展圖有限公司，現向城規會申請將戲院、和毗鄰的舊工廠及屋地，一併重建發展，興建11幢獨立屋，1幢3層高酒樓，和在保留戲院外牆及售票處具有歷史價值的部份前提下，重建為商場。
2013年余氏家族兩年前買入戲院就著手保育，決定保留整間戲院。將會招標經營食肆，裡面放置餐桌。為了減少間隔改動，廚房設在戲院外一座新建的一層高建築物內。另外還會興建多一幢高兩層，有露台的建築物，用作餐飲和零售，並設一個廣場供市民使用。業主表示，除了飲食，戲院當然要看電影。他計劃重放投影機，保留講故台，定期播放電影以及讓團體利用舞台表演，保存及活化這座歷史建築。
長洲戲院經歷不少風雨，屋頂穿了一個大洞，業主計劃在這個位置改裝成一個玻璃屋頂，將自然光引入室內，給人一種自然溫和的感覺。
長洲鄉事委員會主席翁志明表示，長洲戲院荒廢近20年，覺得好可惜，很高興終於有機會重見天日，令到長洲除了包山之外，多一個景點。業主表示完成勘探，檢查結構後，預計明年動工，年底營業。
不過直至2020年初，仍未動工進行保育工程。到2023年，長洲戲院獲私人公司投資逾億活化，第一期文化園區於2023年8月21日對外開放。園區設4大主題，包括展出歷史文獻、長洲地圖及旅遊資訊和提供工作坊的「長洲文化館」、展示考古勘探文物的「啞鈴資訊中心」、「1931影棚」及設有1,000平方呎的大草坪的「銀幕大笪地」。其中「1931影棚」設《唐伯虎與秋香》和《法律風雲》電影佈景，參與者可扮演不同角色，最後可取走作品。不過大部分設施和活動均需獨立收費，入場費180元至300多元不等。而長洲戲院的大樓將改建為中式餐廳，預計於2025年完工。

## 外部連結
- 長洲戲院戲票
- 長洲地道美景攝影遊 （页面存档备份，存于）
- 長洲戲院｜無映之地｜香港電台《藝坊星期天》 （页面存档备份，存于）